# 301 a. C.
El año 301 a. C. fue un año del calendario romano prejuliano. En el Imperio romano se conocía como el Año de la Dictadura de Corvo (o menos frecuentemente, año 453 Ab urbe condita). Fue el último año del siglo IV a. C.

## Acontecimientos

### Asia Menor
- En la Batalla de Ipso en Frigia, los ejércitos de Antígono, gobernante de Siria, Asia Menor, Fenicia y Judea, y su hijo Demetrio Poliorcetes son derrotados por las fuerzas de Lisímaco y Seleuco. Antígono resulta muerto en la batalla.[1]
- La derrota y muerte de Antígono asegura a Casandro el control de Macedonia. A través de esta victoria, Lisímaco puede añadir gran parte de Asia Menor a sus posesiones europeas mientras Seleuco controla la mayor parte de Siria. Sin embargo, Demetrio retiene un punto de apoyo en Grecia.[1]

### Imperio seléucida
- Ptoloneo ocupa la parte meridional de Siria.

## Fallecimientos
- Antígono, uno de los generales de Alejandro Magno, fue vencido y muerto por los otros generales Ptolomeo, Lisímaco de Tracia y Seleuco I Nikátor, en la Batalla de Ipso (n. 382 a. C.).
- Aristóbulo de Casandrea, historiador griego (n. 375 a. C.)